# Алфонсине
Алфонсине (итал. Alfonsine) је насеље у Италији у округу Равена, региону Емилија-Ромања.
Према процени из 2011. у насељу је живело 10422 становника. Насеље се налази на надморској висини од 6 м.

## Становништво
Према резултатима пописа становништва 2011. у општини је живело 12.245 становника.
| 1931.  | 1936.  | 1951.  | 1961.  | 1971.  | 1981.  | 1991.  | 2001.  | 2011.  |
| ------ | ------ | ------ | ------ | ------ | ------ | ------ | ------ | ------ |
| 11.479 | 11.889 | 12.259 | 12.612 | 12.651 | 12.612 | 12.151 | 11.724 | 12.245 |

## Партнерски градови
- Нађката
- Спело (Перуђа)
- Сан Вито ди Кадоре
- Mayahi